# Ur-Baba
Ur-Baba ali Ur-Bau (sumersko ur-Dba.ba6 ali ur-Dba.U2, služabnik boginje Bau) je bil v letih 2093-2080 pr. n. št. (kratka kronologija)  ali 2157-2144 pr. n. št. (srednja kronologija) ensi Lagaša. Vladal je približno takrat kot zadnji kralj Akadskega kraljestva Šu-turul. Iz njegovega lastnega napisa je razvidno, da je bil sin Nin-a-gala (sumersko 𒀭𒎏𒀉𒃲).
Iz Ur-Babovih napisov je razvidno, da je Lagaš med njegovim vladanjem doživljal razcvet in bil neodvisen od Akadkega kraljestva. Njegova hčerka Ninalla je bila poročena z Gudeo, ki ga je nasledil kot ensi.
- Ur-Babova tablica, Girsu.[5]
- KLin z Ur-Babovim imenon in vladarskim naslovom
- Ur-Babova ustanovitvana tablica, Walters Art Museum
- Ur-Babova ustanovitvana tablica (prednja stranl), Walters Art Museum
- Ur-Babov ustanovitveni kipec
- Ur-Babov posvetitveni klin
- Ur-Babova tablica s seznamom templjev, ki jih je zgradil, Louvre, (AO 261)[5]